# Kalmah
Kalmah er et melodisk dødsmetal-band dannet i 1999 i Oulu, Finland. Mindre end et år efter deres stiftelse havde Kalmah fået en kontrakt med Spinefarm Records. Navnet "Kalmah" er finsk og betyder "til graven" eller "til døden."

## Biografi
Kalmah har rødder tilbage til 1991 hvor Pekka Kokko og Petri Sankala dannede bandet Ancestor. Efter at have indspillet to demoer sluttede Antti Kokko sig til dem som leadguitarist. I 1998 gik bandet i opløsning efter at have indspillet fem demoer og haft fem forskellige bassister med. Efterfølgende stiftede de Kalmah der havde en anderledes musikstil og som bestod af Pekka Kokko (vokal, guitar), Antti Kokko (lead guitar), Pasi Hiltula (keyboard), Altti Veteläinen (Bas), og Petri Sankala (Trommer).
Kalmah begyndte at skrive sange til en demo ved navn Svieri Obraza der blev udgivet i 1999. Med denne demo erhvervede de sig en kontrakt ved Spinefarm Records. Efterfølgende tog bandet til Tico-Tico Studiet for at indspille deres debutalbum. Albummet fik navnet Swamplord og blev udgivet i 2000. Bandet havde derefter nogle få optrædener rundt omkring i Finland før de tog tilbage til prøverummet for at skrive det efterfølgende album.

I november 2001 vendte Kalmah tilbage til Tico-Tico studiet for at indspille deres andet album ved navn They Will Return. Der var dog nogen ændringer i medlemmerne da Altti Veteläinen og Petri Sankala havde valgt at forlade bandet. De blev afløst af Timo Lehtinen på bas og Janne Kusmin på trommer. 
I 2002 spillede Kalmah til nogen shows i Finland og senere på året ved Wacken Open Air. Sent i 2002 begyndte bandet at skrive nye sange til deres tredje studiealbum. I februar 2003 vendte de atter tilbage til Tico-Tico studiet med ti nye sange til deres album ved navn Swampsong. I 2004 besluttede keyboardspiller Pasi Hiltula at forlade bandet. Senere hen blev han afløst af Marco Sneck.   
I november 2005 var Kalmah tilbage i Tico-Tico studiet for at indspille deres fjerde studiealbum The Black Waltz som blev udgivet februar 2006. Albummet blev placeret som nummer 13 på Metal Storms Top 20 albumhitliste.

I maj 2007 bekendtgjorde bandet på deres officielle hjemmeside at deres femte album ville blive udgivet til vinter eller foråret 2008. Kalmah oplyste de havde syv sange klar og ville gå i studiet med produceren Anssi Kippo i oktober for at indspille albummet. Albummet er blevet beskrevet som tungere og mere riff-orienteret end før. Melodierne og  
Kalmahs grundlæggende musikstil vil dog forblive som på de tidligere albums.

## Musikstil
Kalmahs musikstil har i høj grad haft indflydelse fra melodisk dødsmetal, thrash metal og speed metal. Kalmah bliver tit sammenlignet med andre metalbands fra Finland som Children of Bodom og Norther der besidder en tung og kraftfuld melodisk musik. Ligesom Children of Bodom og Norther viser Kalmah nogle power metal-elementer i deres musikstil sammen med de fremtrædende keyboardmelodier. Kalmahs første tre albums lagde vægt på en mere skinger og skrigende vokal men på deres seneste album har de taget en dybere death growl-stil til sig mens musikelementerne fra de tidligere udgivelser blev bevaret.

## Diskografi

### Demoer og ep'er
Tekst mangler, hjælp os med at skrive teksten

### Som Ancestor
- Ethereal Devotion (1992)
- Material World God (1993)
- With No Strings Attached (1996)
- Tomorrow (1997)
- Under the Burbot's Nest (1998)

### Som Kalmah
- Svieri Obraza (1999) – Reklame
- Demo 2004 (2004) − Aldrig udgivet.

### Album
- Swamplord (2001)
- They Will Return (2002)
- Swampsong (2003)
- The Black Waltz (2006)
- For the Revolution (2008)
- 12 Gauge (2010)
- Seventh Swamphony (2013)
- Palo (2018)

### Videoer
- "The Groan of Wind" (2006)

### Coversange
- "Skin o' My Teeth" − Megadeth

## Medlemmer

### Nuværende medlemmer
- Pekka Kokko – Vokal, guitar (1999 –)
- Antti Kokko – Lead guitar (1999 –)
- Marco Sneck – Keyboard (2004 –)
- Timo Lehtinen – Bas (2001 –)
- Janne Kusmin – Trommer(2001 –)

### Tidligere medlemmer
- Altti Veteläinen – Bas (1999 – 2001)
- Petri Sankala – Trommer (1999 – 2001)
- Pasi Hiltula – Keyboards (1999 – 2004)
- Antti-Matti Talala – Keyboard